# Calycophyllum obovatum
Calycophyllum obovatum är en måreväxtart som först beskrevs av Adolpho Ducke, och fick sitt nu gällande namn av Adolpho Ducke. Calycophyllum obovatum ingår i släktet Calycophyllum och familjen måreväxter. Inga underarter finns listade i Catalogue of Life.